# Richard Heintz
Richard Heintz ook geschreven als Heintts of Heinz (Herstal, 25 oktober 1871 - Sy, 26 mei 1929) was een Belgisch kunstschilder.

## Biografie
In zijn jeugd was Heintz bevriend met kunstenaar Louis Dewis. Heintz kreeg een Darchis beurs en verbleef zo tussen 1906 en 1912 in Rome.
Elysée Fabry was een leerling van hem. Werken van hem hangen in de kerk Sint-Juliaan der Vlamingen in Rome. 

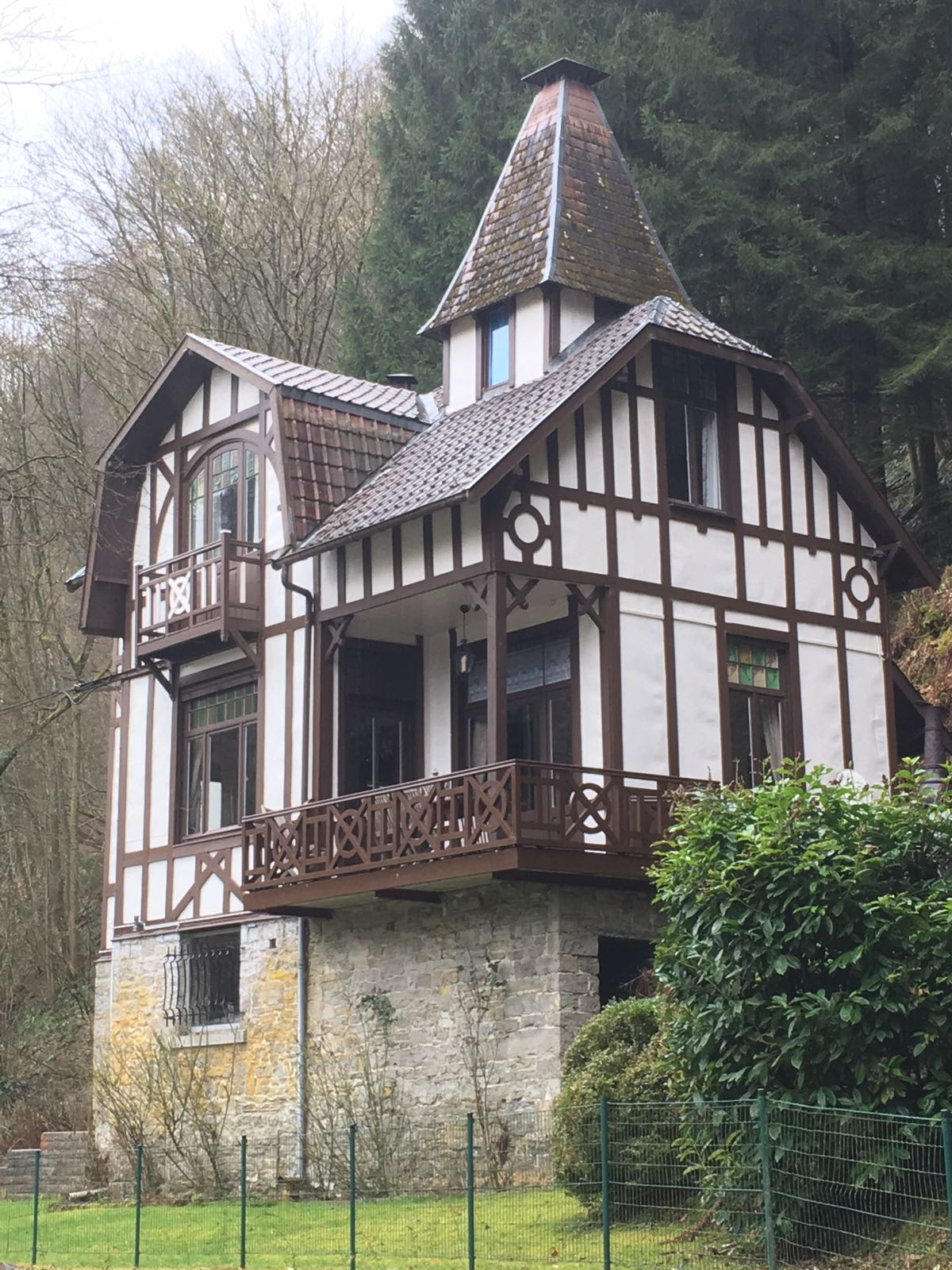
Het huis dat de Belgische kunstenaar Richard Heintz (1871-1929) in 1904 liet bouwen aan de Chemin de Sy 32 in Verleine sur Ourthe in België.

## Eerbetoon
- Er is een Rue Richard Heintz in Herstal, Luik, Nassogne en Sy.
- Een monument ter zijne ere staat in Sy.
- Een gedenksteen is aangebracht op zijn geboortehuis te Herstal en zijn huis te Nassogne.
- een buste van hem is te zien in het Musée de l'Art wallon te Luik.

## Werken

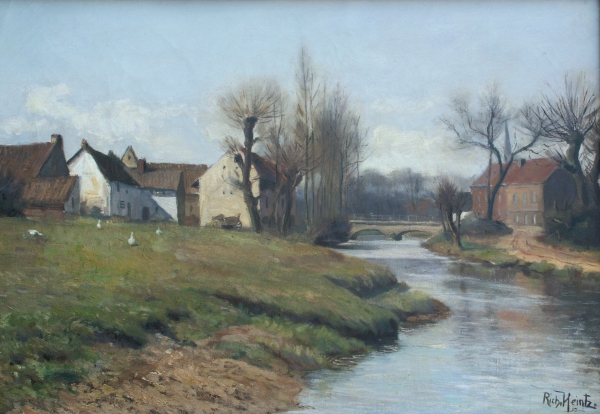
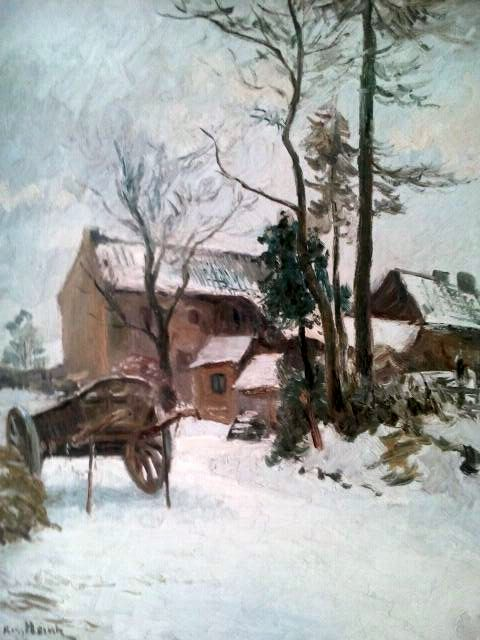
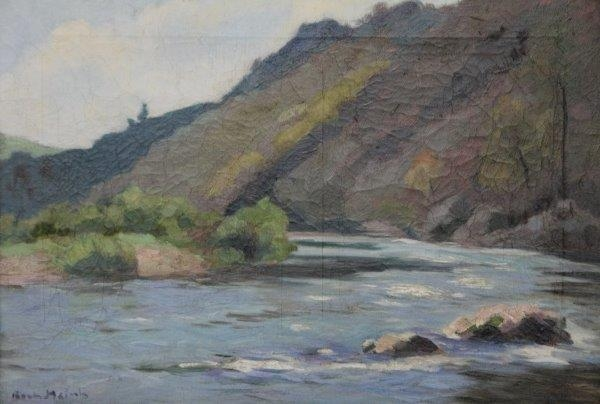
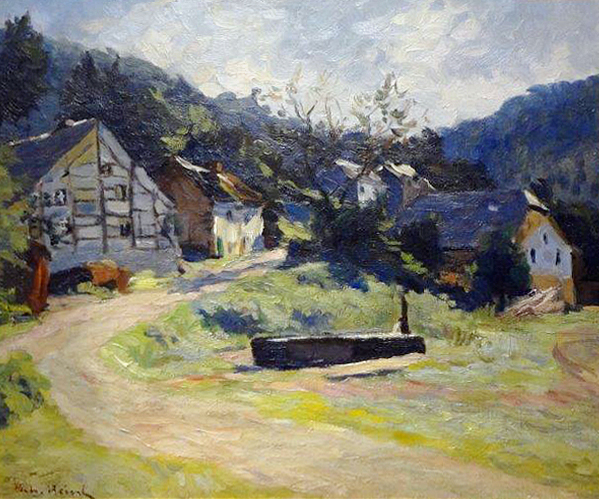
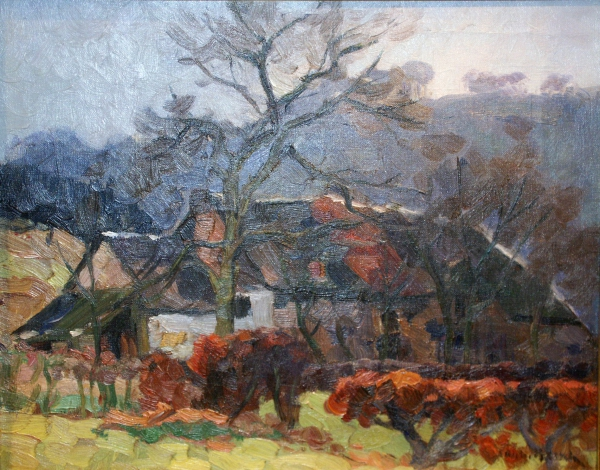

- Gemeinsame Normdatei: 132710935
- International Standard Name Identifier: 0000 0000 6685 3306
- Library of Congress Control Number: no2003057371
- Nationale Bibliotheek van Israël: 987007285265205171
- Nederlandse Thesaurus van Auteursnamen: 186149387
- RKD-Nederlands Instituut voor Kunstgeschiedenis: 37155
- Système universitaire de documentation: 086739336
- Union List of Artist Names: 500108486
- Virtual International Authority File: 3641470
- WorldCat: E39PBJrrCXbKhhQMmB9q3md4v3